# Anne L'Huillier
Anne L'Huillier   (París, 16 d'agost de 1958) és una física francesa, professora de física atòmica a la Universitat de Lund a Suècia. Dirigeix un grup de física d'attosegons que estudia els moviments dels electrons en temps real, i que s'utilitza per a entendre les reaccions químiques a nivell atòmic. El 2003 el seu grup va batre el rècord mundial del pols làser més petit de 170 attosegons. El 2023, juntament amb Pierre Agostini i Ferenc Krausz, va rebre el Premi Nobel de Física.

## Biografia
L'Huillier va obtenir un màster en ciències en física teòrica i matemàtiques i es va doctorar en física experimental al CEA (Centre d'Investigació Nuclear de Saclay), Universitat París-Saclay. La seva tesi va ser sobre la ionització múltiple en camps làser d'alta intensitat.
Com a estades postdoctorals, va treballar a Göteborg, Suècia, i Los Angeles, Estats Units d'Amèrica. El 1986, va obtenir una plaça permanent al Centre d'Investigació Nuclear de Saclay. L'any 1992 va participar en un experiment a Lund, on s'havia instal·lat un dels primers sistemes làser d'estat sòlid de titani i safir per a polsos de femtosegons a Europa. El 1994 es va traslladar a Suècia, on va exercir com a professora a la Universitat de Lund el 1995 i com a catedràtica d'ençà el 1997.

## Honors i premis
L'Huillier va ser membre del Comitè Nobel de Física entre 2007 i 2015, i és membre de l'Acadèmia Sueca de Ciències d'ençà el 2004. El 2003 va rebre el Premi Julius Springer. El 2011 va rebre el premi L'Oréal-Unesco. El 2013 va rebre la medalla Blaise Pascal i un doctorat honoris causa a la Universitat Pierre i Marie Curie (UPMC), París. Va ser escollida membre estrangera de l'Acadèmia Nacional de Ciències dels Estats Units el 2018. Un any més tard, el 2019, va ser reconeguda amb el Premi d'Aspectes Fonamentals d'Electrònica i Òptica Quàntica de la Societat Europea de Física. Anne L'Huillier és membre de l'American Physical Society.
L'any 2021, L'Huillier va rebre el premi Max Born de la Optical Society of America pel seu "treball pioner en la ciència de làsers ultraràpids i la física dels attosegons, explicant la generació d'harmònics elevats i aplicant-la a la imatgeria de resolució temporal del moviment d'electrons en àtoms i molècules". El 2022 va rebre el Premi Wolf de Física per "contribucions pioneres a la ciència de làsers ultraràpids i la física dels attosegons". També l'any 2022 va ser guardonada amb el Premi Fundació BBVA Fronteres del Coneixement en Ciències Bàsiques. L'any 2023 va ser guardonada amb el Premi Nobel de Física.

## Treballs
- Ferray, M; L'Huillier, A; Li, XF; Lompre, LA; Mainfray, G J. Phys. B: At. Mol. Opt. Phys., 21, 3, 1988, pàg. L31. Bibcode: 1988JPhB...21L..31F. DOI: 10.1088/0953-4075/21/3/001.